# Monteils (Aveyron)
Monteils (okzitanisch Montelhs) ist eine französische Gemeinde mit 469 Einwohnern (Stand 1. Januar 2022) im Département Aveyron in der Region Okzitanien (vor 2016 Midi-Pyrénées). Die Gemeinde gehört zum Arrondissement Villefranche-de-Rouergue und zum Kanton Aveyron et Tarn. Die Einwohner werden Monteillois und Monteilloises genannt.

## Geografie
Monteils liegt etwa 49 Kilometer westsüdwestlich von Rodez am Aveyron. Umgeben wird Monteils von den Nachbargemeinden La Rouquette im Norden und Nordwesten, Sanvensa im Osten und Nordosten, La Fouillade im Südosten, Najac im Süden sowie Castanet im Süden und Südwesten.

## Bevölkerungsentwicklung
| Jahr                       | 1962 | 1968 | 1975 | 1982 | 1990 | 1999 | 2006 | 2018 |
| Einwohner                  | 496  | 437  | 404  | 424  | 490  | 465  | 515  | 523  |
| Quellen: Cassini und INSEE |      |      |      |      |      |      |      |      |

## Sehenswürdigkeiten
- Kirche Notre-Dame in Monteils
- Kirche Saint-Laurent von Floirac
- Konvent der Dominikanerinnen der Kongregation von Notre-Dame du Très Saint Rosaire
- Reste der ehemaligen Burg
- Burg Coubière

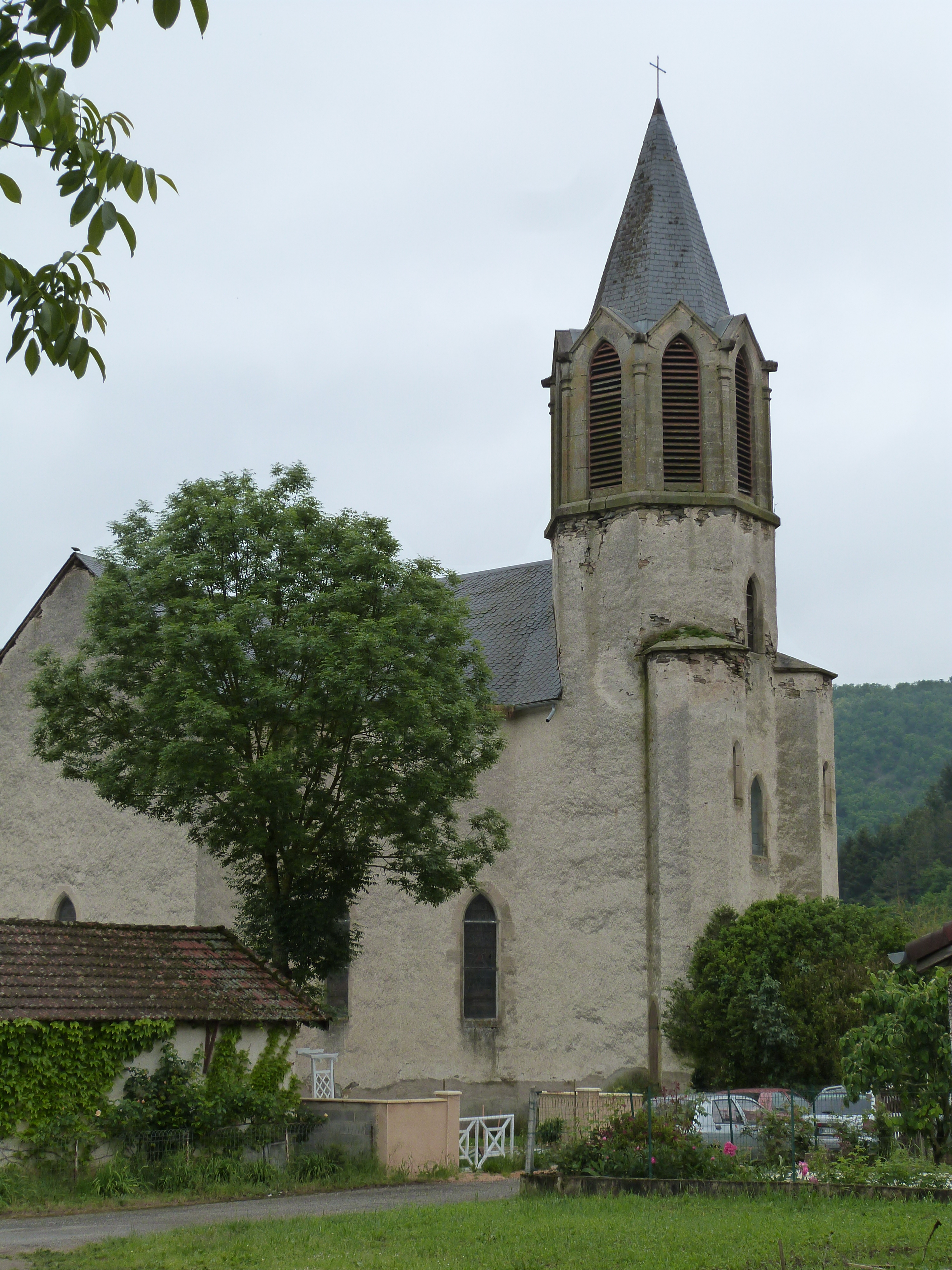
Kirche Notre-Dame
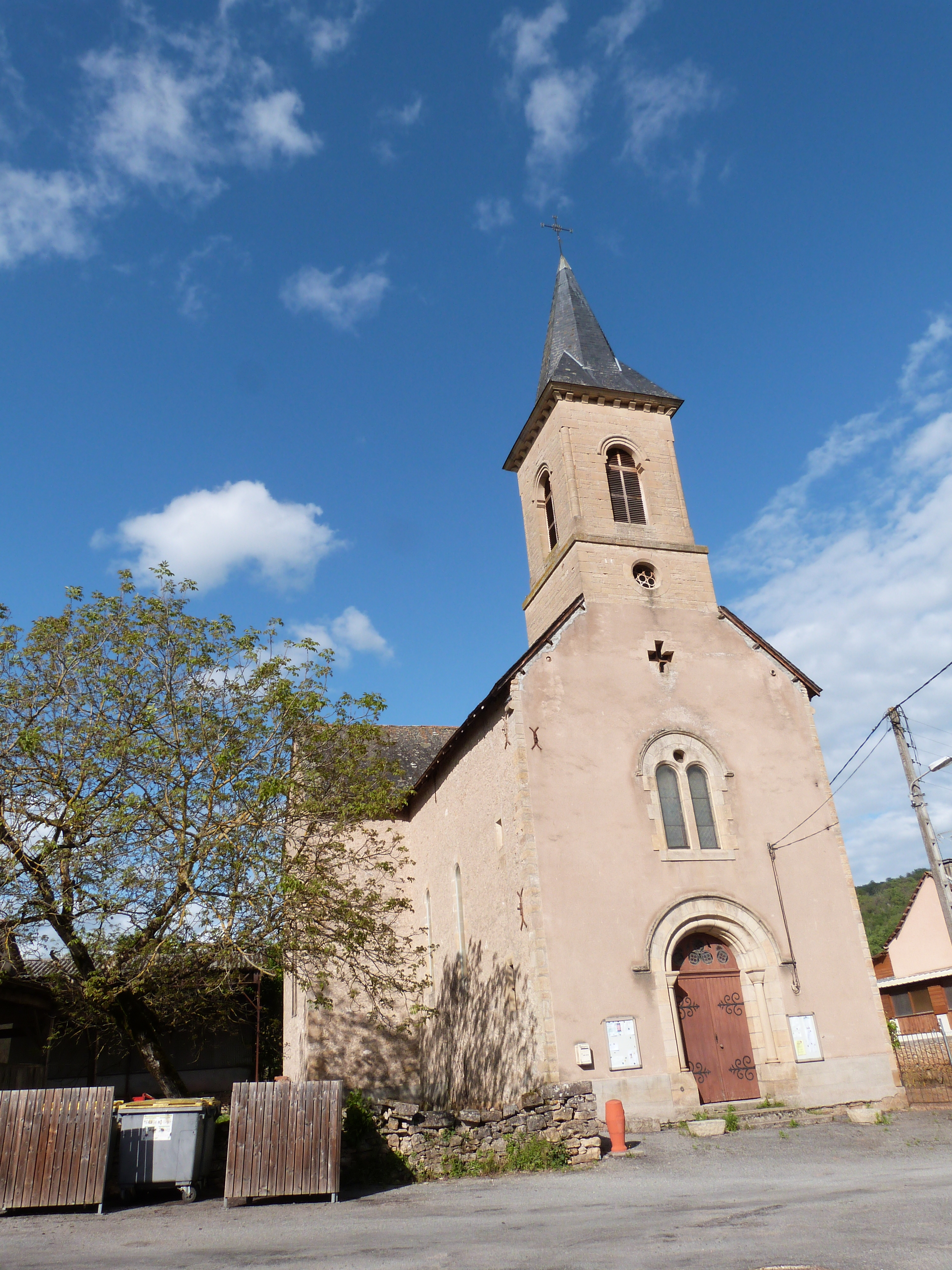
Kirche Saint-Laurent von Floirac
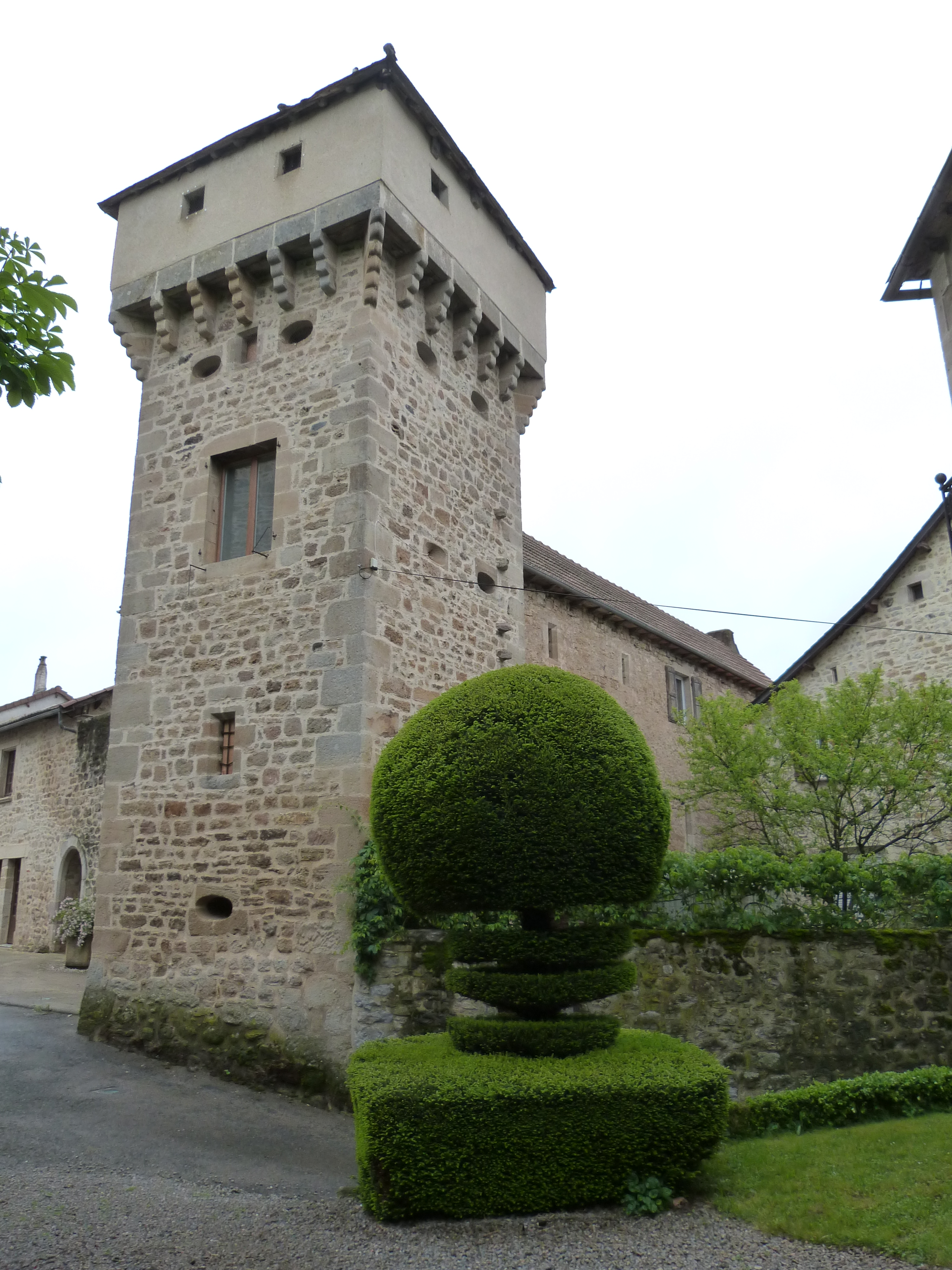
Turm der ehemaligen Burg